# Mirza Khan
Mirza Khan (* 15. Dezember 1924; † 26. Januar 2022 in Attock) war ein pakistanischer Leichtathlet.

## Leben
Mirza Khan wurde 1950 in den Leichtathletik-Nationalkader Pakistans berufen und diente zu dieser Zeit beim Militär. Bei den Olympischen Spielen 1952 in Helsinki startete Khan über 400 m Hürden und in der 4 × 400-m-Staffel. Beide Male schied er im Vorlauf aus. Mit einer Goldmedaille über 400 m Hürden bei den Asienspielen 1954 gewann Khan zwei Jahre später seine erste internationale Medaille. Wenige Monate später nahm er an den British Empire and Commonwealth Games 1954 teil. 1958 beendete er seine Karriere und emigrierte nach Waterloo in Kanada. Im Januar 2022 starb Khan in Attock im Alter von 97 Jahren.